# Grootmeester van het kwaad
Grootmeester van het kwaad is een kinderboek uit 2005 dat behoort tot de Demonata-serie van Darren Shan.

## Personages
- Grubbs is een schooljongen van ongeveer 12 jaar. Hij moet veel schaken van zijn ouders, die daar helemaal verslaafd aan zijn. Ook zijn zus moet er aan geloven. Grubbs vindt het erg prettig om rond te lopen op de vuilnisbelt, omdat daar van die leuke, lekkere, vieze dingen te vinden zijn waarmee hij zijn zus kan pesten. Hij is fan van de Tottenham Hotspurs.

Op een avond worden de ouders en de zus van Grubbs vermoord door de demon Lord Loss. De familie van Grubbs is duizenden jaren geleden vervloekt en sommige familieleden veranderden daardoor in weerwolven. Alleen Lord Loss kan en wil al duizenden jaren de familie van Grubbs Grady helpen door schaakwedstrijden. Wie verloor, werd vermoord.
- Derwisj is de oom van Grubbs. Hij is goed op de hoogte van de magie in de familie, de demonen en Lord Loss. Hij woont in een groot landhuis, dat in de plaatselijke stijl is opgetrokken. Er is ook een schilderijengalerij, waar de hele, directe familie hangt die zijn gestorven. Derwisj heeft een grote studeerkamer met allemaal boeken over mythologie, demonen enz. Na de dood van zijn ouders trekt hij bij hem in.
- Bill-E is de halfbroer van Grubbs, al weet hij dat zelf niet. Hij denkt dat hij de zoon van Derwisj is. Bill-E is een weerwolf aan het worden, daarom gingen Grubbs en Derwisj schaken tegen Lord Loss. Bill-E weet zelf niet dat hij een weerwolf aan het worden is. Hij verdenkt Derwisj ervan.
- Lord Loss, ook wel de grootmeester van het kwaad genoemd, is een van de slechtste demonen. Hij heeft honderden vazallen. Hij is dol op schaken. Ook houdt hij van mensen die veel verdriet en pijn hebben, want daar teert hij op. Als iemand vrolijk tegen hem doet, wordt hij juist chagrijnig.